# Tysklönnsguldmal
Tysklönnsguldmal (Phyllonorycter geniculellus) är en fjärilsart som först beskrevs av Émile Louis Ragonot 1874.  Tysklönnsguldmal ingår i släktet guldmalar, och familjen styltmalar. Arten är reproducerande i Sverige.